# Unión de San Antonio
Union de San Antonio är en kommunhuvudort i Mexiko.   Den ligger i kommunen Unión de San Antonio och delstaten Jalisco, i den centrala delen av landet, 400 km nordväst om huvudstaden Mexico City. Union de San Antonio ligger 1 925 meter över havet och antalet invånare är 6 648.
Terrängen runt Union de San Antonio är huvudsakligen platt, men västerut är den kuperad. Runt Union de San Antonio är det ganska glesbefolkat, med 22 invånare per kvadratkilometer. Närmaste större samhälle är San Francisco del Rincón, 19,8 km sydost om Union de San Antonio. I omgivningarna runt Union de San Antonio växer huvudsakligen savannskog.